# Séraphin-Médéric Mieusement

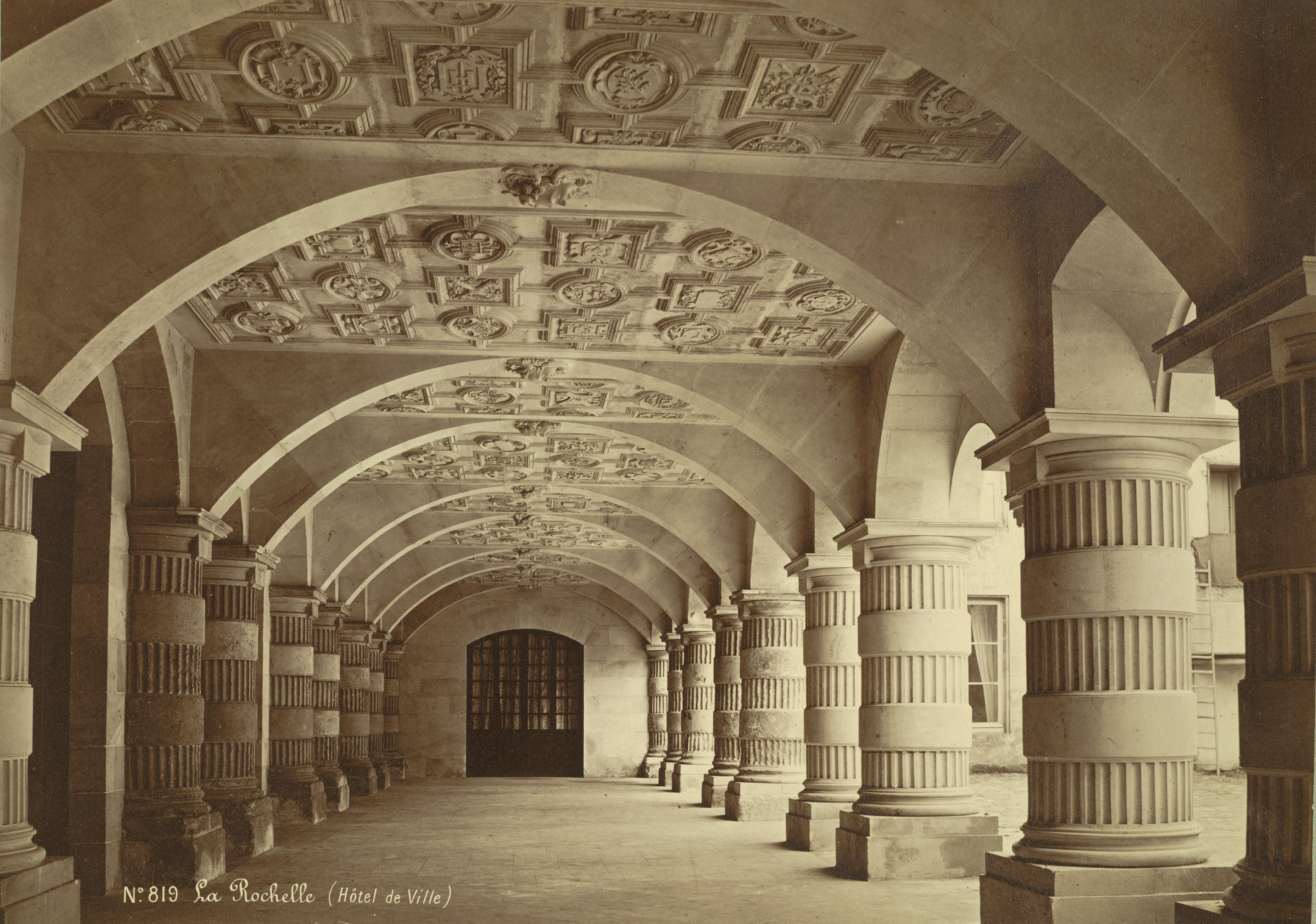
Séraphin-Médéric Mieusement: Renesanční radnice ve francouzském přístavním městě La Rochelle, postaveno 1606, fotografováno asi 1874–1890, albuminový tisk, 25 × 35.4 cm, sbírka A. D. White Architectural Photographs, Cornell University Library

Séraphin-Médéric Mieusement (12. března 1840 Gonneville-la-Mallet – 10. září 1905 Blois) byl francouzský fotograf architektury, který se specializoval na Monument historique, tedy na významné francouzské historické a kulturní pamětihodnosti. Podobně jako Jean-Eugène Durand fotograficky dokumentoval celé francouzské území.

## Galerie

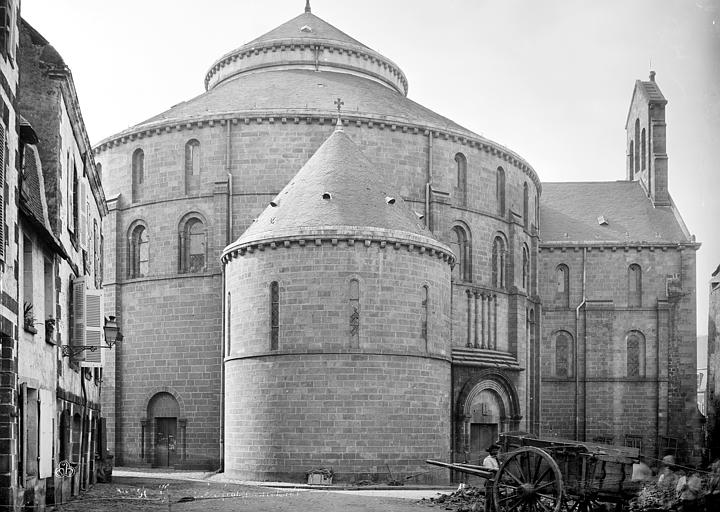
Klášterní kostel Sainte-Croix v Quimperlé před rokem 1893
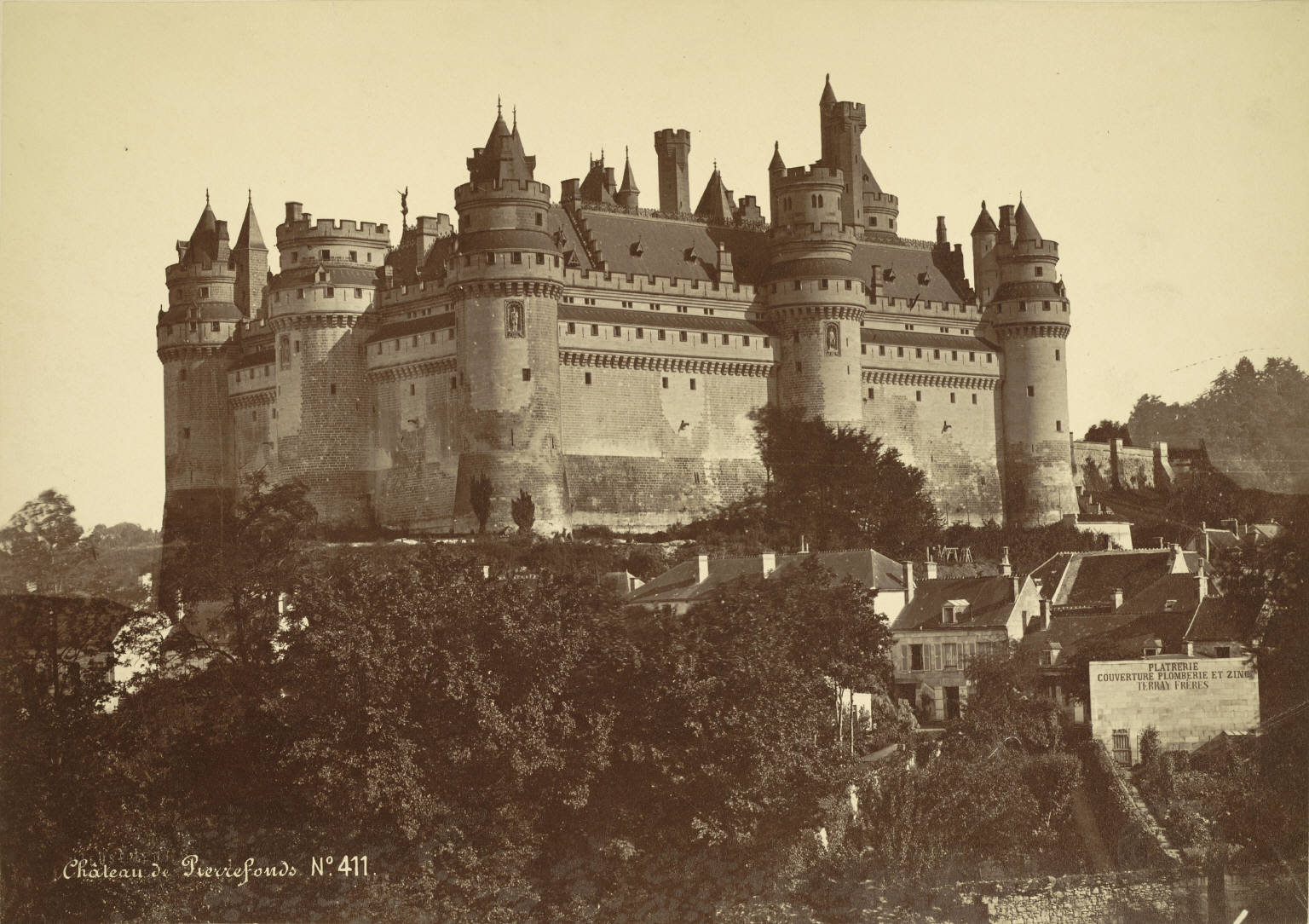
Zámek Pierrefonds, celkový pohled, albuminový tisk, 1. ledna 1874, sbírka A. D. White Architectural Photographs, Cornell University Library
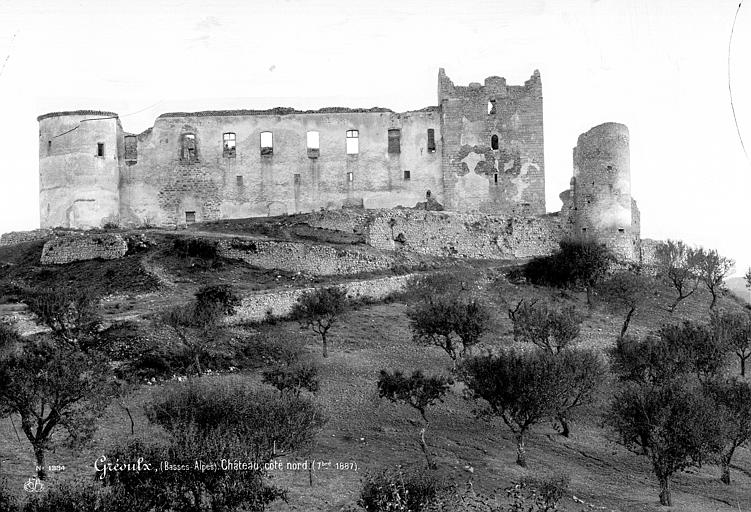
Zámek Château des Hospitaliers de Saint-Jean, září 1887
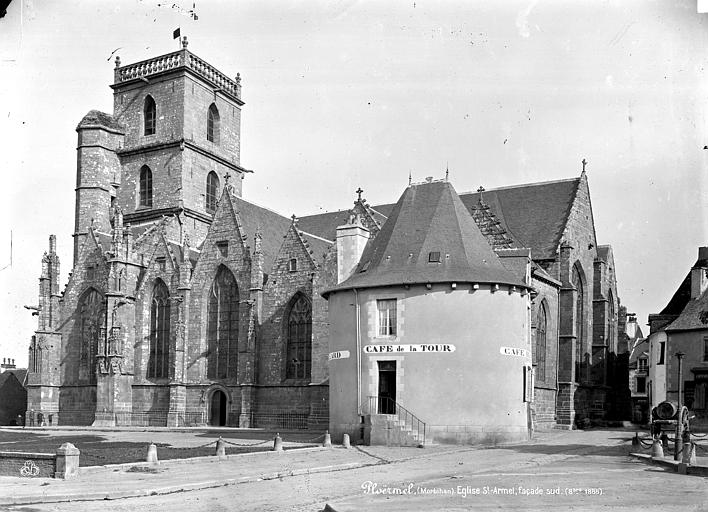
Kostel sv. Armela v Ploërmelu
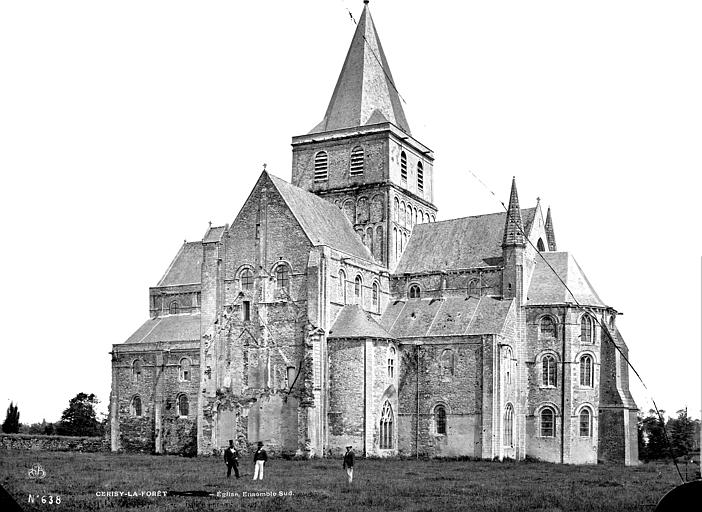
Klášterní kostel v Cerisy-la-Forêt, srpen 1877
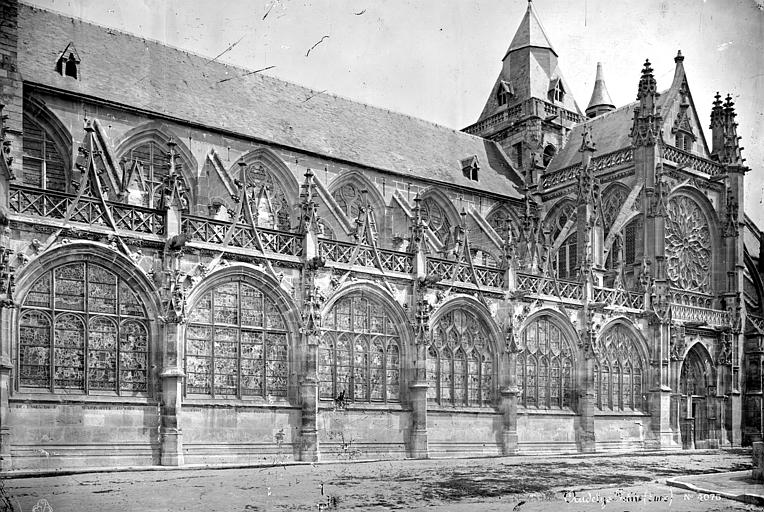
Chrám Notre-Dame v Andelys
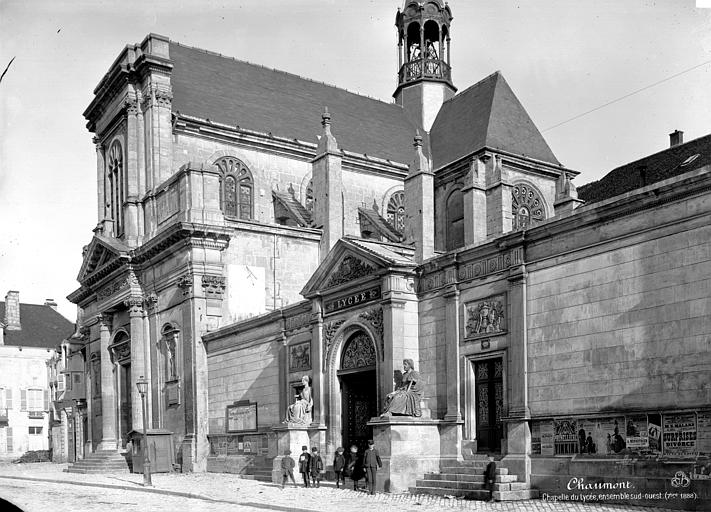
Kaple du collège des Jésuites de Chaumont Mieusement